# Xuân Phong, Xuân Trường
Xuân Phong là một xã cũ thuộc huyện Xuân Trường, tỉnh Nam Định, Việt Nam.
Xã Xuân Phong có diện tích 5,95 km², dân số năm 1999 là 9532 người, mật độ dân số đạt 1602 người/km².